# 車炎江
車炎江（1969年6月22日—），臺灣新北市人，國立臺北藝術大學音樂學博士，臺灣男中音與音樂學者，現職國立臺北藝術大學音樂學研究所專任助理教授。

## 主要經歷
高中時代參加建中合唱團，啟迪對歌唱與音樂的熱情。自逢甲大學建築系畢業後轉讀音樂領域，先取得東海大學碩士，主修聲樂，師事李秀芬老師。並取得國立臺北藝術大學碩士及博士學位，師事顏綠芬教授，主修音樂學。曾經多次擔任音樂會男中（低）音獨唱、男聲朗誦、以及擔綱演出多齣歌劇、音樂劇。現階段除繼續參與部份舞臺演出或錄音外，亦投入音樂研究與教學工作，音樂導讀文章收錄於音樂時代出版社、國立中正文化中心等出版品。近年多次為學界與業界知名音樂團體主持演出節目，為音樂會節目冊撰寫樂曲解說，並且受邀擔任國家交響樂團（NSO）、國立臺灣交響樂團（NTSO）等音樂團體之樂季主題系列音樂會導聆學者暨講座主講人。曾任輔仁大學音樂系兼任助理教授，並曾擔任臺北愛樂合唱團、台大合唱團、拉縴人男聲合唱團等歌唱團體之聲樂指導。